# 인키시보사우루스
인키시보사우루스(Incisivosaurus)는 중생대 백악기 전기(1억 2,800만년 전)에 서식한 초식(혹은 육식)공룡이다. 용반목-용각아목-오비랍토르과에 속하는 종이다. 화석은 아시아 대륙의 중국에서 발견되었다. 두개골은 약 10cm정도로 추정된다. 학명은 "앞니 도마뱀"이라는 의미를 갖고 있다. 중국에서는 인키시보사우루스를 "切齒龍"라고 부른다.
일부 학자들은 인키시보사우루스를 프로타르카이옵테릭스와 같은 종으로 보기도 한다. 실제로 프로타르카이옵테릭스는 두개골이 명확하게 발견되지는 않았지만 그 치아 구조가 인키시보사우루스의 것과 유사하다.